# Jung (Szwecja)
Jung – miejscowość (tätort) w Szwecji, w regionie administracyjnym (län) Västra Götaland, w gminie Vara.
Według danych Szwedzkiego Urzędu Statystycznego liczba ludności wyniosła: 384 (31 grudnia 2015), 387 (31 grudnia 2018) i 397 (31 grudnia 2019).